# میگل آنخل رویز (بازیکن فوتبال)
میگل آنخل رویز (انگلیسی: Miguel Ángel Ruiz؛ زادهٔ ۵ ژانویهٔ ۱۹۵۵) بازیکن فوتبال اهل اسپانیا است.
از باشگاه‌هایی که در آن بازی کرده‌است می‌توان به باشگاه فوتبال آلباسته بالومپیه، باشگاه فوتبال مالاگا، باشگاه فوتبال اتلتیکو مادرید، و باشگاه فوتبال اتلتیکو مادرید بی اشاره کرد.